# Malå socken
Malå socken ligger i Lappland och motsvarar området som sedan 1983 utgör Malå kommun och från 2016 också Malå distrikt.
Socknens areal är 1 740,50 kvadratkilometer, varav 1 637,10 land. År 2000 fanns här 3 553 invånare.  Tätorten och kyrkbyn Malå med sockenkyrkan Malå kyrka ligger i socknen. 

## Administrativ historik
Malå socken bildades 1862 genom en utbrytning ur Arvidsjaurs socken. År 1869 flyttades Malå socken över från Norrbottens län till Västerbottens län.
När 1862 års kommunreform genomfördes i Lappland 1874/1875 övergick ansvaret för de kyrkliga frågorna till Malå församling och för de borgerliga frågorna till Malå landskommun. Landskommunen ombildades 1971 till Malå kommun som uppgick 1974 i Norsjö kommun men utbröts ur denna 1983 till en återbildad Malå kommun.
1 januari 2016 inrättades distriktet Malå, med samma omfattning som församlingen hade 1999/2000.
Socknen har tillhört fögderier, tingslag och domsagor enligt vad som beskrivs i artikeln Lappland.

## Geografi
Malå socken ligger kring Malån och söder om Skellefteälven. Socknen är en myr- och sjörik småkuperad skogsbygd med höjder som i når 600 meter över havet.

## Fornlämningar
Övera 100 boplatser från stenåldern är funna.

## Namnet
Namnet kommer från kyrkbyn som i sin tur kommer från ån Malån. Ånamnet (1553 Måll ån) kan innehålla mal, 'sand, grus eller småsten (på stranden)'.

## Befolkningsutveckling
| Befolkningsutvecklingen i Malå socken 1860–1990               | Befolkningsutvecklingen i Malå socken 1860–1990 | Befolkningsutvecklingen i Malå socken 1860–1990 | Befolkningsutvecklingen i Malå socken 1860–1990 | Befolkningsutvecklingen i Malå socken 1860–1990 |
| ------------------------------------------------------------- | ----------------------------------------------- | ----------------------------------------------- | ----------------------------------------------- | ----------------------------------------------- |
|                                                               |                                                 |                                                 |                                                 |                                                 |
| År                                                            |                                                 |                                                 | Folkmängd                                       |                                                 |
| 1860                                                          | 1860                                            |                                                 | 680                                             |                                                 |
| 1870                                                          | 1870                                            |                                                 | 896                                             |                                                 |
| 1880                                                          | 1880                                            |                                                 | 1 352                                           |                                                 |
| 1890                                                          | 1890                                            |                                                 | 2 033                                           |                                                 |
| 1900                                                          | 1900                                            |                                                 | 2 521                                           |                                                 |
| 1910                                                          | 1910                                            |                                                 | 2 895                                           |                                                 |
| 1920                                                          | 1920                                            |                                                 | 3 270                                           |                                                 |
| 1930                                                          | 1930                                            |                                                 | 3 782                                           |                                                 |
| 1940                                                          | 1940                                            |                                                 | 4 538                                           |                                                 |
| 1950                                                          | 1950                                            |                                                 | 5 259                                           |                                                 |
| 1960                                                          | 1960                                            |                                                 | 5 169                                           |                                                 |
| 1970                                                          | 1970                                            |                                                 | 4 662                                           |                                                 |
| 1980                                                          | 1980                                            |                                                 | 4 312                                           |                                                 |
| 1990                                                          | 1990                                            |                                                 | 4 154                                           |                                                 |
| Anm: Källor: Demografiska databasen, CEDAR, Umeå universitet. |                                                 |                                                 |                                                 |                                                 |